# Katia Ragusa
Katia Ragusa (* 19. Mai 1997 in Schio) ist eine italienische Radrennfahrerin.

## Sportlicher Werdegang
In ihrer ersten Saison als Juniorin (2014) wurde Ragusa zweifache italienische Meisterin, und zwar auf der Straße im Einzelzeitfahren sowie auf der Bahn in der Mannschaftsverfolgung, letzteres zusammen mit Silvia Persico, Martina Alzini und Claudia Cretti.
Nach ihrer Junioren-Zeit wurde Ragusa von der Mannschaft Servetto Footon und ein Jahr später von BePink-Cogeas unter Vertrag genommen. Mit BePink erzielte sie 2017 bei der Setmana Ciclista Valenciana ihren bislang einzigen Sieg in einem UCI-Rennen auf Elite-Niveau, und zwar im Mannschaftszeitfahren. Mehrere Einzelsiege gelangen ihr in Rennen der nationalen Kalender, so dem Enfer du Chablais 2017 und Grand Prix de Chambéry 2019.
2020 wurde sie Zweite im Straßenrennen der italienischen Meisterschaften. Zuvor war sie für Italien bei den Welt- und Europameisterschaften 2020 eingesetzt wurden und belegte die Ränge 31 bzw. 39. Darüber hinaus war sie für ihre Mannschaften fast jedes Jahr beim Giro d’Italia Donne am Start.
Ihr bislang wohl bedeutendstes Ergebnis erzielte sie bei Paris–Roubaix Femmes 2023, als sie mit einer erfolgreichen Ausreißergruppe ins Ziel kam und im Sprint den zweiten Platz belegte. Zur Saison 2024 wechselte sie zu Human Powered Health.

## Erfolge
2014
- Italienische Meisterin – Einzelzeitfahren (Juniorinnen)
- Italienische Meisterin – Mannschaftsverfolgung (Juniorinnen)

2017
- Mannschaftszeitfahren Setmana Ciclista Valenciana

2019
- Bergwertung Vuelta a Burgos Feminas

2024
- Bergwertung Tour Down Under